# Federation of American Scientists
Pour les articles homonymes, voir FAS.
La Federation of American Scientists (FAS), que l'on peut traduire par « Fédération des scientifiques américains », est une organisation non gouvernementale fondée en 1945 par des chercheurs du projet Manhattan qui estimèrent que les scientifiques ont l'obligation morale de partager connaissances et savoirs pour peser sur les grandes décisions nationales. Leurs premières préoccupations furent le contrôle des armes atomiques et la recherche sur le nucléaire civil, thèmes toujours éminents pour le FAS.
Avec l'appui de 67 lauréats du prix Nobel, la FAS émet des analyses critiques sur de très nombreux sujets autour du thème de la sécurité nationale.

## Projets
Les thèmes abordés par les membres de la FAS s'articulent autour des trois programmes majeurs :
1. Sécurité stratégique : lutte contre les menaces (visant les États-Unis) via l'étude de la prolifération nucléaire, des méthodes gouvernementales de renseignement...
2. Technologies de l'information : amélioration des méthodes d'enseignement ;
3. Énergies et logement : développement de nouveaux matériaux de construction et de nouvelles technologies.